# John Jackson
Pour les articles homonymes, voir Jackson et John Jackson (homonymie).
John Jackson, était un chanteur, guitariste et banjoïste de blues américain, né à Woodville, Virginie le 25 février 1924, mort à Fairfax, Virginie, le 20 janvier 2002.

## Biographie
Né John H Jackson  à Woodville, Virginie dans une famille de musiciens, il apprit à jouer très jeune avant de déménager vers l'âge de vingt ans pour Fairfax, Virginie, où il était employé comme fossoyeur, un des nombreux métiers qu'il exerça au cours de sa vie.
Son jeu de guitare rythmique "Piedmont blues" et son accent très marqué purent être entendus dans ses premiers albums de la fin des années 60 enregistrés pour Arhoolie Records. Il se rendit plusieurs fois en Europe, joua dans de nombreux festivals folk et enregistra  pour Rounder et Alligator Records.
Jackson mourut en 2002 d'un  cancer du foie à Fairfax Station (Virginie), à l'âge de 77 ans.

## Discographie

### Albums
- Blues And Country Dance Tunes From Virginia (1965)
- More Blues And Country Dance Tunes From Virginia (1968)
- John Jackson In Europe (1970)
- Don't Let Your Deal Go Down (1970)
- Step It Up And Go (1979)
- Deep In The Bottom (1983)
- Front Porch Blues (1990)
- Country Blues & Ditties (1999)

## Sources
- (en) Cet article est partiellement ou en totalité issu de l’article de Wikipédia en anglais intitulé « John Jackson » (voir la liste des auteurs).